# Juliana Nogueira
Juliana de Souza Nogueira (Americana, 4 agosto 1988) è una pallavolista brasiliana.
Gioca nei ruoli di schiacciatrice ed opposto nell'Esporte Clube Pinheiros.

## Carriera
La carriera di Juliana Nogueira inizia a livello giovanile con l'União Barbarense nel 2002. Sempre a livello giovanile gioca poi nel Rio Branco Esporte Clube e nell'Associação Desportiva Classista Finasa. Nel 2007 inizia la carriera professionista all'estero, ingaggiata dal Volleyball Köniz in Svizzera. Torna in Brasile e gioca per una stagione nelle giovanili dell'UNIARA Araraquara. Nella stagione 2009-2010 debutta nella Superliga brasiliana, vestendo la maglia del Mackenzie Esporte Clube. Le due stagioni successive gioca nel Rio de Janeiro Vôlei Clube, dove rivestendo il ruolo di riserva, vince due campionati Carioca ed uno scudetto. Nel 2011 debutta in nazionale, vincendo la Coppa panamericana, dove viene utilizzata come riserva; con la nazionale universitaria vince la XXVI Universiade. Nel 2012 è nuovamente finalista alla Coppa panamericana.
Nella stagione 2012-13 viene ingaggiata dal Campinas Voleibol Clube, col quale disputa la finale del campionato Paulista.

## Palmarès

### Club
- Campionato brasiliano: 1

2010-11
- Campionato Carioca: 2

2010, 2011

### Nazionale (competizioni minori)
- Coppa panamericana 2011
- Universiade 2011
- Coppa panamericana 2012